# فوبه کیتس
فیبی بل کیتس (انگلیسی: Phoebe Belle Cates؛ زاده ۱۶ ژوئیهٔ ۱۹۶۳) یک بازیگر، مدل و کارآفرین اهل ایالات متحده آمریکا است.

## گزیده فیلم‌شناسی
فهرست برخی از فیلم‌هایی که فیبی کیتس در آنها به ایفای نقش پرداخته است:
- مدرسه خصوصی
- پردیس
- گرملین‌ها ۲
- مهمانی سالگرد ازدواج
- تو را تا مرگ دوست دارم
- پشمالو
- دراپ دد فرد
- بدن، استراحت و حرکت
- چراغ‌های روشن، شهر بزرگ